# Perturbazione
Perturbazione est un groupe italien d'indie pop, originaire de Rivoli, dans la Province de Turin. Il est formé à la fin des années 1980.

## Biographie

### Débuts (1988–2004)
Presque tous les membres du groupe se sont rencontrés au lycée. En 1988, Tommaso Cerasuolo (chant), Rossano Lo Mele (batterie) et deux autres lycéens forment le groupe. Stefano Milano (basse) et Gigi Giancursi (guitare) rejoignent les autres l'année suivante. Ils débutent en 1990 sans la voix officielle, qui rentrera dans le groupe en 1991.
En 1992, le groupe écrit son premier morceau ofriginal, Violet, qui sera inclus dans leur premier album, Waiting to Happen (1998). En 1993 sort une démo intitulée Atto ed effetto del perturbare. En 1994, dans le but d'enrichir la musique du groupe, Elena Diana (violoncelle et clavier) rejoint la formation musicale. Deux ans plus tard paraît leur premier single Corridors/A Huge Mistake.
En 1998, le groupe sort son premier album, Waiting to Happen, chanté entièrement en anglais, et accueille le dernier membre de la formation officielle, Cristiano Lo Mele (guitare). Ils choisissent dorénavant l'italien pour leurs chansons. Depuis, ils ont sorti quatre albums, une compilation et un album live.

### In circolo(2002–2004)
Au début de 2002 sort In circolo aux labels Santeria/Audioglobe, qui comprend les singles Il senso della vite et Agosto. L'album est inclus en 2012 dans la liste des 100 meilleurs albums italiens établie par le magazine Rolling Stone Italia. In Circolo totalise plus de 10 000 exemplaires vendus, devenant ainsi un cas unique dans le monde de la musique indépendante.
Une suite de ce premier opus ne se fait pas das l'immédiat. Le groupe sort en 2003 le morceau Agosto qui et diffusé à la radio, et dont le clip est diffusé à la télévision italienne. Ils entament une tournée entre 2003 et 2004 jouant 130 concerts. Ils participent aussi à la tournée MTV Brand:New Tour.

### Nouveaux albums (2005–2009)
Le groupe signe au label discographique Mescal (qui compte en son sein des groupes comme Afterhours, Subsonica et Bluvertigo), et sort en 2005 l'album Canzoni allo specchio (Mescal/Sony Music), produit par Paolo Benvegnù et enregistré au Studio Esagono à Emilia. Il fait participer Rachele Bastreghi et Francesco Bianconi de Baustelle et Jukka Reverberi de Giardini di Mirò. Il comprend les singles Se mi scrivi (avec un clip réalisé par Guido Chiesa avec Marina Massironi et Carlo Lucarelli comme protagonistes), Chiedo alla polvere et Animalia (aussi accompagné par un clip). Avec ce nouvel album, le groupe réussit à s'ancrer un peu plus dans la scène musicale italienne. La tournée Le città viste dal basso s'effectue en compagnie notamment de Manuel Agnelli, Francesco Bianconi, Max Pezzali, Emidio Clementi et Vasco Brondi. En 2006, Perturbazione participe à un album dédié à Belle and Sebastian intitulé A Century of Covers, dans lequel ils reprennent Get Me Away from Here I'm Dying en italien (Portami via di qui, sto male).
Le 13 avril 2007 sort leur nouvel album, intitulé Pianissimo fortissimo, sous le label EMI, avec lequel le groupe a signé en 2006. L'album est précédé en mars par le single Un anno in più, mis en téléchargement libre sur le site web officiel du groupe pendant une période limitée. Le premier single extrait de l'album s'intitule Battiti per minuto, dont le clip est interprété par Remo Remotti. En octobre 2007 sort le deuxième single, intitulé Nel mio scrigno.
En 2008, Stefano Milano, leur bassiste, annonce son départ du groupe. Il est par la suite remplacé par Alex Baracco. En 2009 sort Le città viste dal basso, un disque vinyle publié à 999 exemplaires, qui rassemble les meilleurs morceaux de la tournée homonyme consacrée aux chansons sur les villes. Le groupe sera aussi le sujet d'un documentaire diffusé sur la chaine italienne Alice TV. Sort aussi Enlarge Your English, un album à télécharger qui contient 12 chansons pour l'apprentissage de l'anglais en classe de langue.

### Del nostro tempo rubato(2010–2013)
En 2010, Perturbazione font sortir Del nostro tempo rubato, un double album qui contient 24 chansons, qui a recueilli un total d'environ 100 concerts en moins d'un an et demi, en Italie et à l'étranger, parmi lesquels nous citons dates à guichet fermé dans les villes principales telles que Rome, Florence, Turin et Milan. Le premier single de l'album, Buongiorno buonafortuna, fait participer Dente au chant ; grâce au single, le groupe participe le 26 septembre 2010 au festival musical Woodstock 5 Stelle organisé à Cesena et retransmis à l'échelle nationale sur Play.me.
En 2013, ils sortent Musica X, un album qui contient 10 chansons et qui marque un tournant vers la musique électronique.  Le 18 décembre 2013, ils annoncent leur participation au Festival de Sanremo en 2014. Ils y jouent les morceaux L'Italia vista dal bar et L'unica.
En octobre 2014, Gigi Giancursi (guitare) et Elena Diana (violoncelle), quittent le groupe.

### Le storie che ci raccontiamo(depuis 2016)

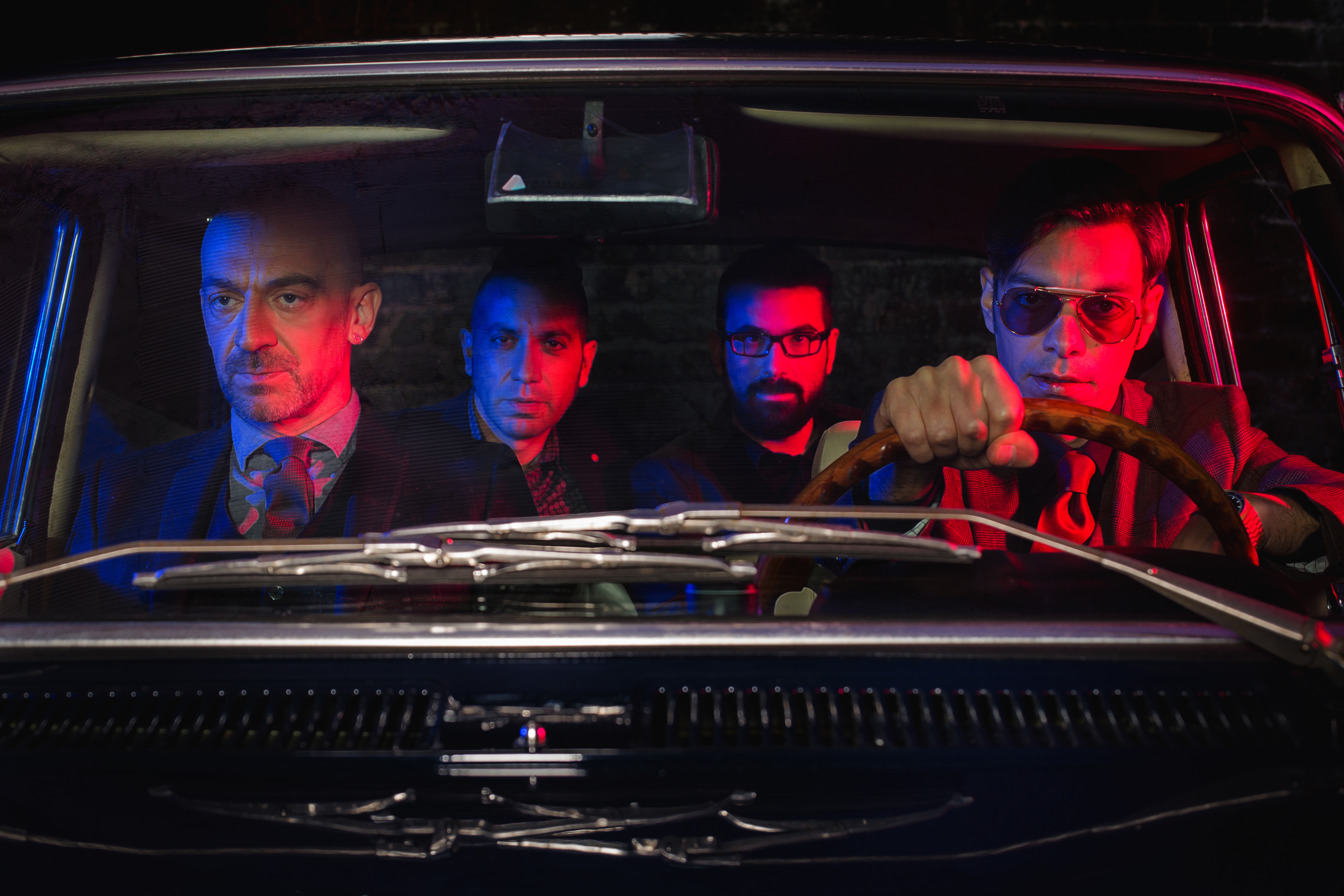
Session photo, en 2016.

En 2016, le groupe sort son nouvel album, Le storie che ci raccontiamo (qui comprend son morceau-titre), et leur premier en tant que quatuor. L'album comprend le single Dipende da te, et Da qualche parte nel mondo qui fait participer l'ancienne violoncelliste du groupe, Elena Diana.

## Membres

### Membres actuels
- Tommaso Cerasuolo - chant
- Cristiano Lo Mele - guitare, clavier
- Rossano Antonio Lo Mele - batterie
- Alex Baracco - basse

### Anciens membres
- Stefano Milano - basse (1988-2008)
- Elena Diana - violoncelle, clavier
- Gigi Giancursi - guitare, chant

## Discographie
- 1998 : Waiting to Happen
- 1998 : 36
- 2002 : In circolo
- 2002 : Waiting to Happen / 36
- 2005 : Canzoni allo specchio
- 2007 : Pianissimo Fortissimo
- 2009 : Le città viste dal basso
- 2010 : Del nostro tempo rubato
- 2013 : Musica X
- 2016 : Le storie che ci raccontiamo